# 多尔格斯海姆
多尔格斯海姆是德国莱茵兰-普法尔茨州的一个市镇。总面积6.55平方公里，总人口917人，其中男性455人，女性462人（2011年12月31日），人口密度140人/平方公里。